# Sumba (Indonesien)

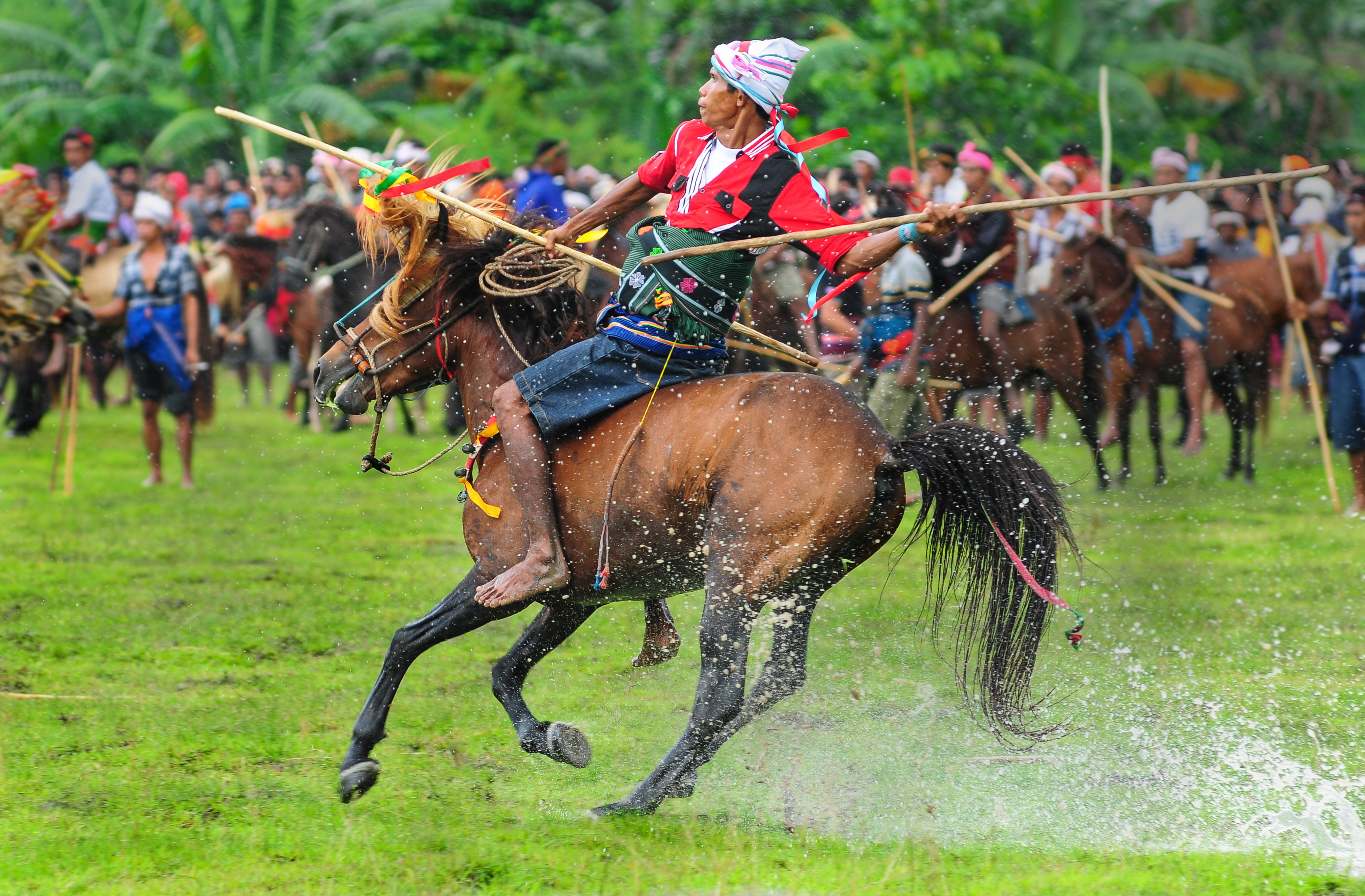
Tävlingen Pasola från Sumba.

Pulau Sumba är en ö i Indonesien.   Den ligger i provinsen Nusa Tenggara Timur, i den södra delen av landet, 1 500 km öster om huvudstaden Jakarta. Arean är 10 966 kvadratkilometer.
Öns högsta punkt är 1 209 meter över havet. Den sträcker sig 115,7 kilometer i nord-sydlig riktning, och 210,5 kilometer i öst-västlig riktning.
Följande samhällen finns på Pulau Sumba:
- Waingapu

På ön finns vattendragen Luku Kadahang, Luku Kadumbul och Luku Melolo.